# Navarretia wrightii
Navarretia wrightii là một loài thực vật có hoa trong họ Polemoniaceae. Loài này được (A. Gray) Kuntze mô tả khoa học đầu tiên năm 1891.